# زيوكس
زيوكس (اليونانية: Ζεῦξις)(من هيراكليا)، رسام يوناني ازدهر خلال القرن الخامس قبل الميلاد، اكتسب شهرة لقدرته الرائعة على تقليد الطبيعة، ولا سيما تفوقه في تصوير الحياة الساكنة من خلال فنه.
وصلت شهرته إلى مستويات ملحوظة ووجدت اعترافًا في أعمال العديد من المؤلفين القدماء، بما في ذلك زينوفون وأرسطو. عززت الحكايات من العصر الهلنستي سمعته، مثل قصة العنب، التي رسمها في منافسة مع الرسام بارهاسيوس (رسام) [الإنجليزية]، في هذه المسابقة، رسم زيوكس العنب بتفاصيل معقدة ومفصلة وقريبة من الواقع لدرجة أنها ضللت العصافير.

## الحياة والعمل
ولد زيوكس في هيراكليا، وعلى الأرجح في هيراكليا لوكانيا [الإنجليزية]، في شمال إيطاليا، قرابة العام 464 قبل الميلاد ويُفترض أنه تلميذ أبولودور (رسام) [الإنجليزية].
في كثير من الأحيان، كان يرى زيوكس أن العامة يسيئون فهمه، ولم يكن أرسطو يحبه على الإطلاق.
ويحكى إنه قد أصابته حالة هيستيرية من الضحك بعد رسمه صورة هزلية لامرأة عجوز (فمن المفترض أن المرأة طلبت منه رسم أفروديت، وطلبت منه أن يتخذها نموذجًا حين رسمه إياها.
اشتهر برسم تجمع الآلهة، وإيروس، المتوجة بالورود، وألسمين، ومينيلوس، وأحد الرياضيين، وبان، ومارسياس، المكبلة بالسلاسل، والمرأة العجوز.
من أعمال زيوكس الأشهر هيلين، وزيوس المتوج [الإنجليزية]، والطفل هرقل الخانق للثعابين [الإنجليزية].
وقد كانت لوحة هيلين موضوع الأسطورة التي ظهرت في القرن الرابع قبل الميلاد التي تحكي بأن زيوكس لم يستطع العثور على المرأة الجميلة التي يتصورها في ذهنه والتي استند عليها حين رسمه لصورة أجمل امرأة في الكون، حيث انتقى أجمل المميزات من خمسة نماذج لرسم صورة مركبة من الجمال المثالي. استعان أرخيلاوس الأول المقدوني، بزيوكس، لتزيين قصر عاصمته الجديدة بيلا ورسم زيوكس الملك نفسه، مع صورة بان.
أُخذت جميع أعماله إلى روما وبيزنطة، ولكنها اختفت في عهد بوسانياس. ولم يُكتب لها البقاء حتى عهدنا هذا.

## المنافسة مع بارهاسيوس

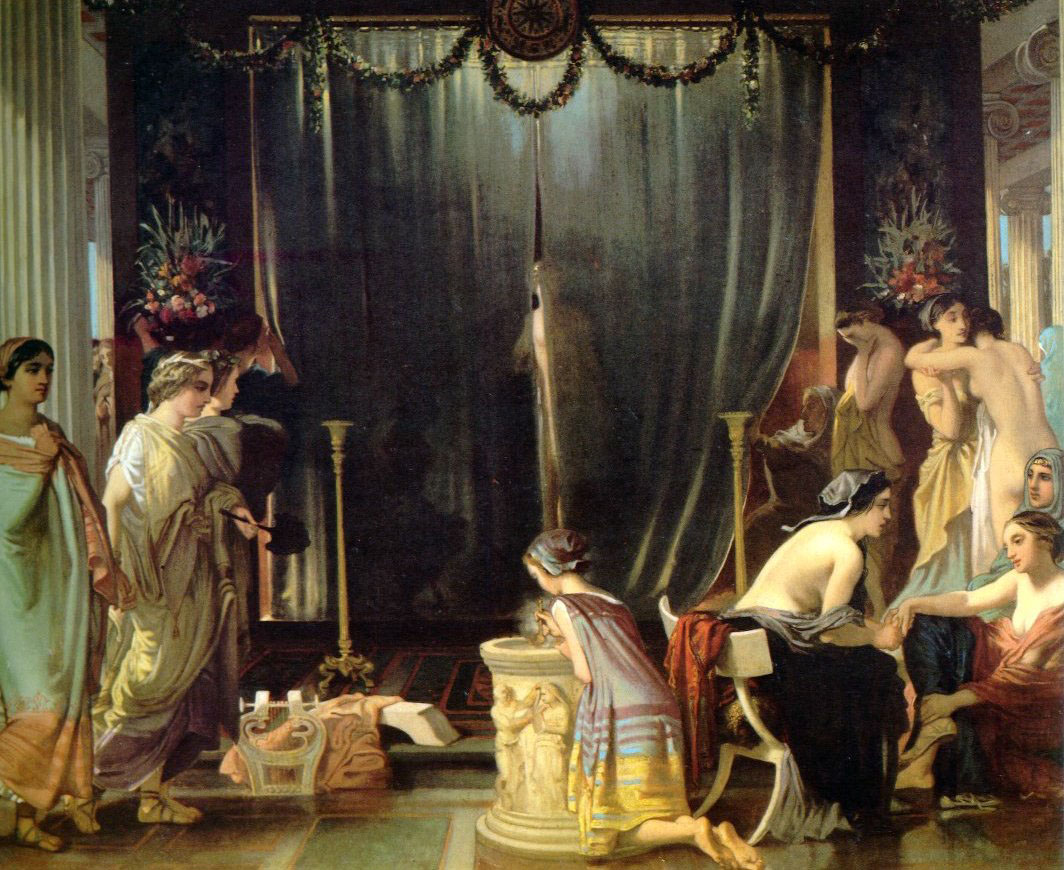
لوحة زيوكس يختار نماذجه للرسام فيكتور موتيز (1858)

ورد في ناتشوراليز هيستوريا [الإنجليزية] لـبلينيوس الأكبر، أن زيوكس ومعاصريه بارهاسيوس من أفسس، والآخر من أثينا قد نظموا مسابقة لتحديد من منهم الفنان الأعظم.
عندما كشف زيوكس الستار عن لوحته من العنب، ظهر فيها العنب حلو المذاق ومغريًا للطيور كي تهبط من السماء وتلتقط بعض الحبات منه.
ثم طلب زيوكس من بارهاسيوس كشف الستار عن لوحته، وقد كانت الستارة ذاتها هي اللوحة، وعندئذ اضطر زيوكس للاعتراف بالهزيمة. تردد عن زيوكس أنه قال: 'لقد خدعت الطيور، ولكن بارهاسيوس خدع زيوكس.'
في حلقة دراسية عام 1964، لاحظ المحلل النفسي والباحث النظري جاك لاكان، أن أسطورة الرسامين، تكشف لنا جانبًا مثيرًا من الإدراك البشري. فبينما تجذب المظاهر السطحية الحيوانات، فقد اغترت البشرية بالفكرة الخفية.

## وفاته
وفقًا للنحوي الروماني فستوس، مات زيوكسس وهو يضحك على صورة امرأة عجوز كان قد رسمها للتو.
وثقت هذه الأسطورة في لوحة شيلدر بوك (1604) لكاريل فان ماندر، وهي معروفة من قبل الفنانين اللاحقين الذين ألمحوا إلى القصة في صورهم الشخصية، مثل لوحة "الصورة الذاتية مثل زيوكسيس يضحك" لرامبرانت (حوالي 1662)، ولوحة "الصورة الذاتية مثل زيوكسيس" لآيرت دي جيلدر (1685)، ولوحة "صورة ذاتية تضحك" لجان إتيان (حوالي 1770).

## وصلات خارجية
- Description of a painting by Zeuxis in "Zeuxis and Antiochus" by Lucian of Samosata (Vol. II)